# Coupe-papier

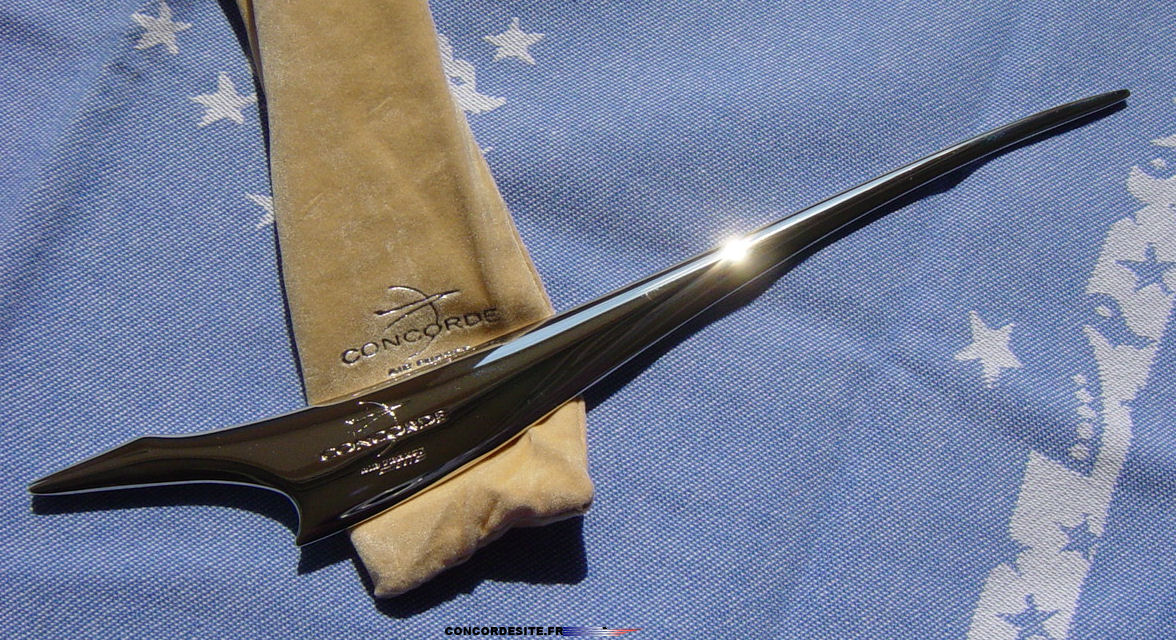
Coupe-papier « Concorde Air France »

Un coupe-papier est une lame peu aiguisée destinée à couper le long d'un pli une feuille de papier.
Un  coupe papier peut servir à déchirer proprement le bord d'une enveloppe ; il a cependant existé des ouvre-lettres spécialement fabriqués pour cet usage.

## Coupe-papier à main

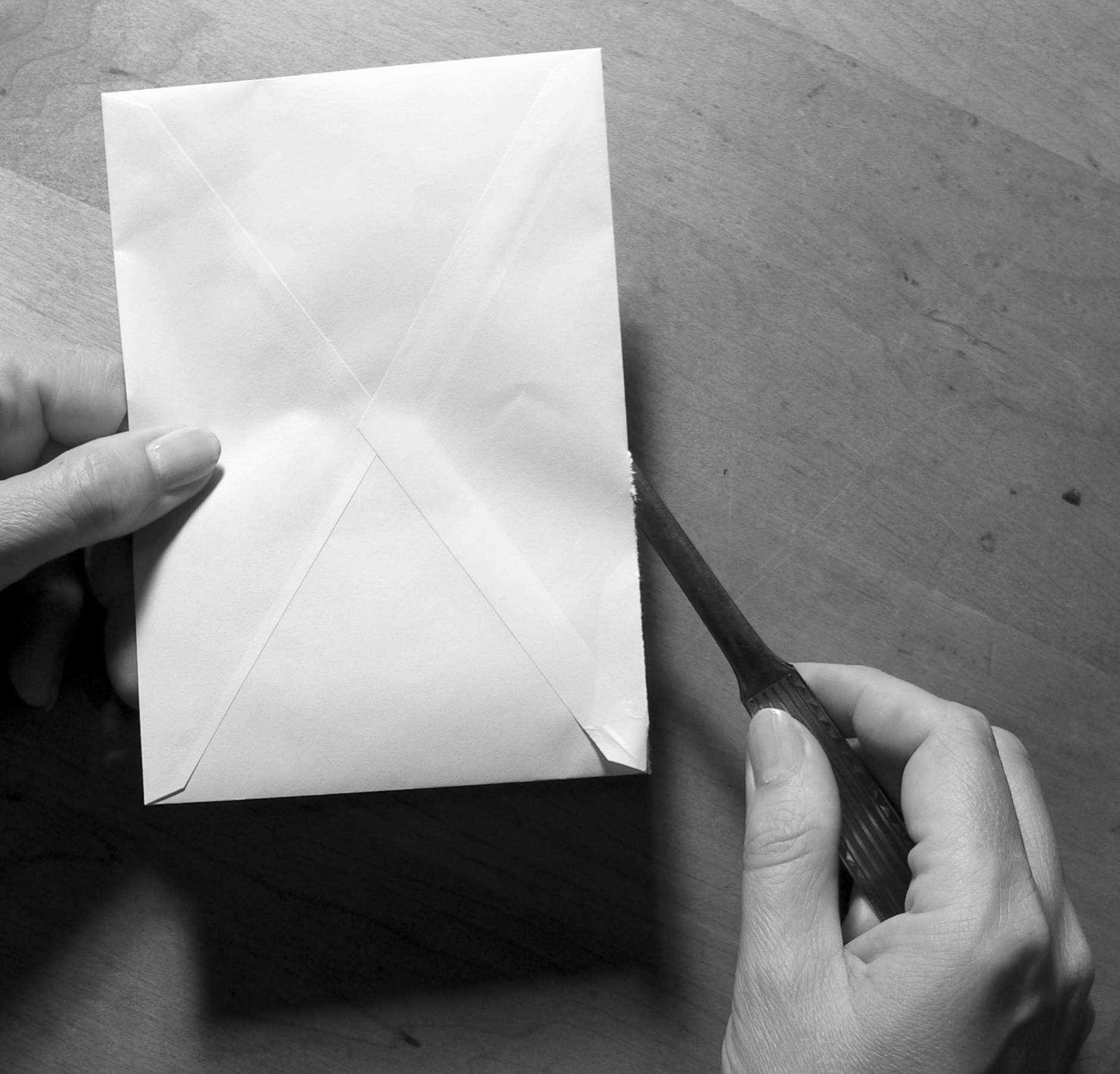
Coupe-papier ouvrant une enveloppe

La lame du coupe-papier doit être peu aiguisée, non seulement pour éviter de se blesser, mais parce que la coupe par une lame aiguë, comme celle d'un rasoir, s'éloigne facilement de la ligne du pli. Quand la lame est émoussée, le pli la guide vers le fond et la force appliquée déchire le papier en suivant la ligne que le pliage a affaiblie. Une branche de ciseau seule, sans le cisaillement de la seconde branche, donne à peu près le même résultat. Le coupe-papier a en général une section bombée, qui sert à repasser le pli pour faciliter la coupe.
On utilise un coupe-papier principalement :
- pour couper en deux une feuille ;
- pour ouvrir une enveloppe, coupant un de ses plis ;
- pour couper les pages d'un livre, lorsqu'elles ne sont pas séparées.

Cet usage était bien plus répandu avant les années 1950. Les livres étaient vendus après un simple brochage, les cahiers imprimés cousus et couverts en papier fort. Les pages non coupées marquaient une partie de livre non lue. Les clients qui le désiraient pouvaient le confier à un relieur pour obtenir un volume plus robuste et plus prestigieux pour leur bibliothèque. Depuis l'invention du livre de poche les éditeurs diffusent les livres avec leurs marges rognées, leurs pages sont séparées les unes des autres et le lecteur n'a pas besoin de les couper lui-même.

### Objet d'art

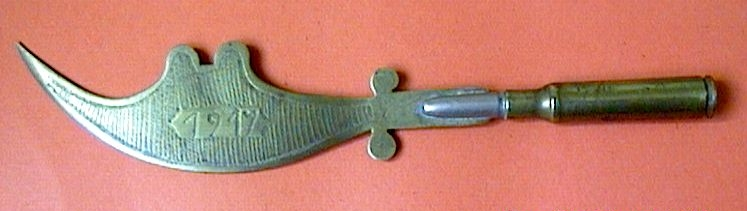
Coupe-papier souvenir fait en matériaux de récupération sur le front français de la Première Guerre mondiale.

Objet de faible utilité, puisque facilement remplaçable par un canif, une règle plate, une branche de ciseaux, etc., le coupe papier est un objet de luxe. Il était souvent, comme la lampe, le sous-main, le presse-papiers, un élément décoratif sur une table de travail. Il s'en vendait réalisés en corne, en nacre, en bois exotiques, en matières précieuses comme l'ivoire, délicatement décorés, dans des étuis en bois ou en cuir, affectant la forme d'un sabre miniature, d'une plume ou de tout autre objet qu'il pourrait évoquer.
Pendant la première Guerre mondiale, les soldats s'occupaient, dans les accalmies, à confectionner avec les restes de munitions des petits objets, coupe-papiers entre autres ; lors de la seconde guerre mondiale, Franklin Roosevelt aurait reçu en cadeau, par un membre du Congrès des États-Unis, un coupe-papier fait d'un bras humain prélevé sur le cadavre d'un soldat japonais.
Un coupe-papier peut servir à bien des choses en rapport avec les livres. Ainsi, en 1916, les dadaïstes trouvent le nom de leur mouvement, dada, en glissant au hasard un coupe-papier entre les pages du dictionnaire Larousse.

### Arme par destination
Le coupe-papier peut être une arme par destination. Le 28 septembre 1958, une femme, plus tard reconnue comme schizophrène, tenta de poignarder Martin Luther King avec un coupe-papier en acier à manche d'ivoire. N'étant généralement pas aiguisé, c'est une mauvaise arme, mais il ressemble assez à un couteau pour démontrer une intention.
Patrick Henry est célèbre pour avoir prononcé un discours devant la Chambre des Bourgeois de Virginie le 23 mars 1775, disant « Give me Liberty or give me Death! » (« Donnez-moi la Liberté ou donnez-moi la Mort ! ») avant de faire semblant de se planter un coupe-papier dans la poitrine.

### Coupe-papier de sécurité

Coupe-papier de sécurité

Des coupe-feuille élaborés, capables de couper sans pli préalable des cartons d'emballage ou des pellicules de plastique, sont construits avec une poignée surmontant une bouche qui guide la feuille vers une lame, quelquefois interchangeable.
Le resserrement de l'ouverture évite que la lame ne coupe autre chose qu'une feuille. Ce genre d'outil sert pour l'ouverture des enveloppes et des emballages et pour couper les films plastiques, qui, à la différence du papier, ne se déchirent pas. Les éclairagistes l'utilisent pour découper les films colorés à installer devant les projecteurs.

### Ouvre-lettres
Des ouvre-lettres ont été vendus avec une forme similaire au coupe-papier de sécurité, avec un guide sur le côté assurant, comme dans un épluche-légumes, qu'on ne retire qu'une fine coupe du pli de l'enveloppe, lorsqu'on passe l'instrument perpendiculairement au bord.
Des ouvre-lettres électriques fonctionnent sur le même principe, avec un entraînement mécanique du pli, pour les entreprises ou administrations qui recevaient une grande quantité de courrier papier.

## Massicot
Guillaume Massiquot, inventeur du massicot qui sert dans la reliure à rogner les marges des livres, l'avait breveté en 1846 sous le nom de coupe-papier ; ce nom a persisté jusqu'à la fin du siècle. Cette cisaille épargne au lecteur l'usage d'un coupe-papier manuel et donne une tranche lisse, droite ou avec gouttière, brute ou dorée.